# Olympische Sommerspiele 1928/Leichtathletik – 10.000 m (Männer)
Der 10.000-Meter-Lauf der Männer bei den Olympischen Spielen 1928 in Amsterdam wurde am 29. Juli 1928 im Olympiastadion Amsterdam ausgetragen. 24 Athleten nahmen teil.
Olympiasieger wurde der Finne Paavo Nurmi vor seinem Landsmann Ville Ritola. Bronze ging an den Schweden Edvin Wide.

## Rekorde

### Bestehende Rekorde
| WR | 30:06,2 min | Paavo Nurmi ( Finnland)                 | Kuopio, Frankreich           | 31. August 1924 |
| OR | 30:23,2 min | Ville Ritola ( Großfürstentum Finnland) | Rennen von Paris, Frankreich | 6. Juli 1924    |

### Rekordverbesserung
Der finnische Olympiasieger Paavo Nurmi verbesserte im Rennen am 29. Juli den olympischen Rekord um 4,4 Sekunden auf 30:18,8 min.

## Das Rennen
Datum: 29. Juli 1928
| Platz | Name                 | Nation                | Zeit        | Anmerkung |
| ----- | -------------------- | --------------------- | ----------- | --------- |
| 1     | Paavo Nurmi          | Finnland              | 30:18,8 min | OR        |
| 2     | Ville Ritola         | Finnland              | 30:19,4 min |           |
| 3     | Edvin Wide           | Schweden              | 31:00,8 min |           |
| 4     | Jean-Gunnar Lindgren | Schweden              | 31:26,0 min |           |
| 5     | Arthur Muggridge     | Großbritannien        | 31:31,8 min |           |
| 6     | Ragnar Magnusson     | Schweden              | 31:37,2 min |           |
| 7     | Toivo Loukola        | Finnland              | 31:39,0 min |           |
| 8     | Kalle Matilainen     | Finnland              | 31:45,0 min |           |
| 9     | Wally Beavers        | Großbritannien        | 31:48,0 min |           |
| 10    | Suttie Smith         | Großbritannien        | k. A.       |           |
| 11    | Robert Marchal       | Frankreich            | k. A.       |           |
| 12    | George Constable     | Großbritannien        | k. A.       |           |
| 13    | Arturo Peña          | Spanien               | 32:21,8 min |           |
| 14    | Joie Ray             | USA                   | k. A.       |           |
| 15    | Staņislavs Petkēvičs | Lettland              | k. A.       |           |
| 16    | Seghir Beddari       | Frankreich            | k. A.       |           |
| 17    | Karel Nedobitý       | Tschechoslowakei      | k. A.       |           |
| 18    | Julien Serwy         | Belgien               | k. A.       |           |
| 19    | Juichi Nagatani      | Japan                 | k. A.       |           |
| 20    | Danie Jacobs         | Südafrikanische Union | k. A.       |           |
| DNF   | Henri Lauvaux        | Frankreich            |             |           |
| DNF   | John Romig           | USA                   |             |           |
| DNF   | Chavan Singh         | Britisch-Indien       |             |           |
| DNF   | Macauley Smith       | USA                   |             |           |

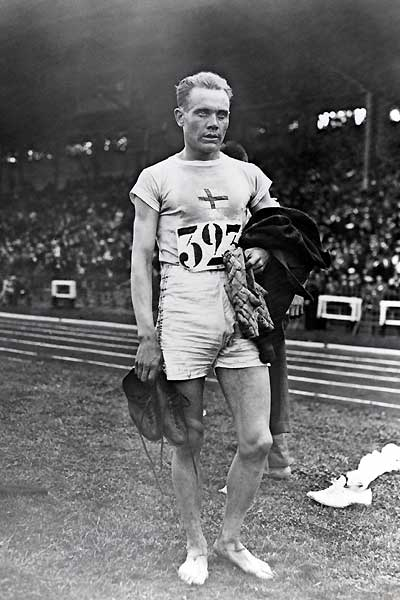
Olympiasieger Paavo Nurmi

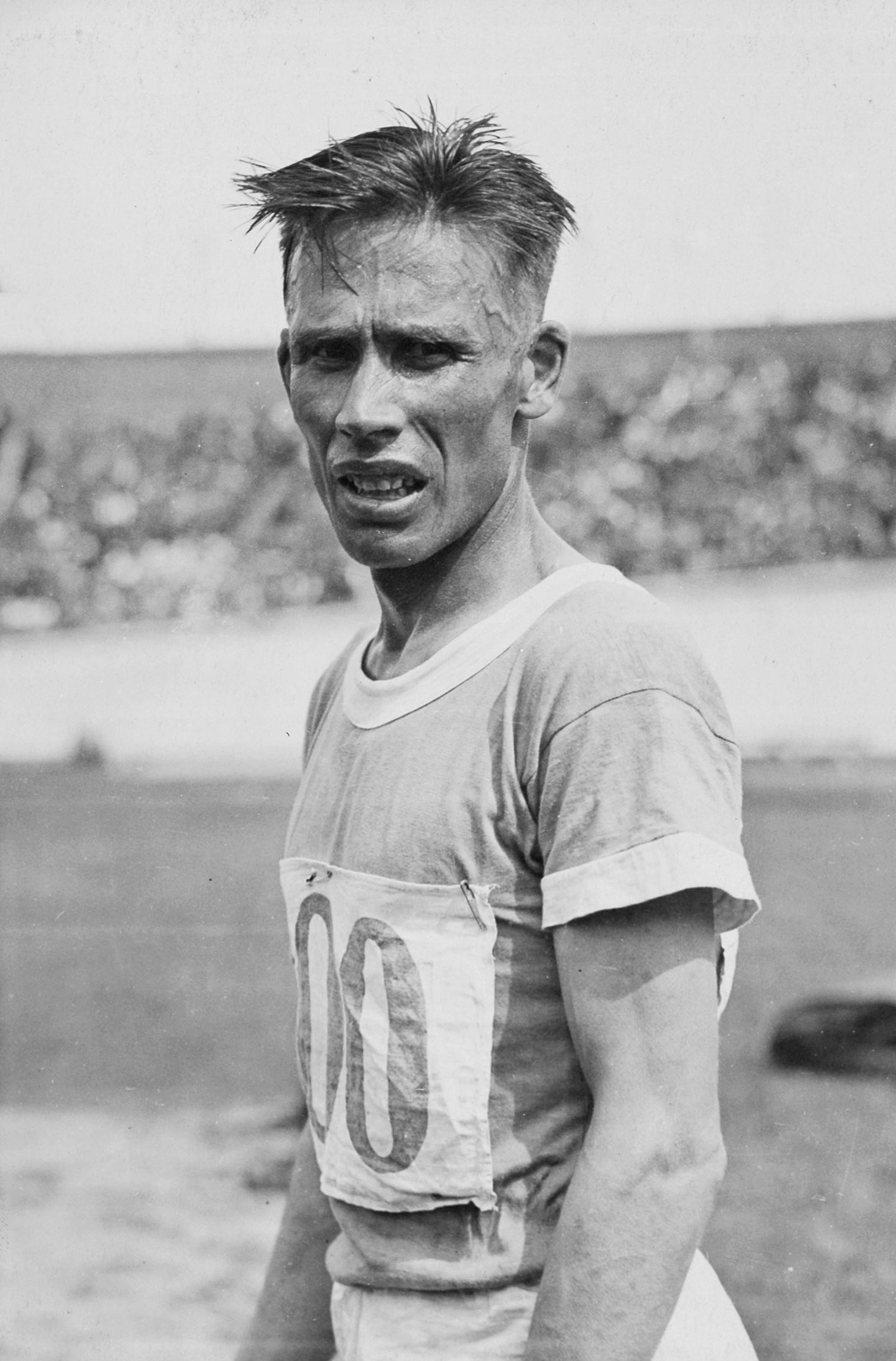
Silber für Ville Ritola

In diesem Rennen zeigte sich Paavo Nurmi von seiner gewohnten Seite: tempohart und äußerst spurtstark. Zunächst hatte der Brite Wally Beavers, am Schluss Neunter, das Tempo alleine bestimmt und einen kleineren Vorsprung für sich herausgearbeitet. Doch nach fünf Runden hatten die drei Favoriten Nurmi, Ville Ritola und Edvin Wide das Kommando übernommen. Sie vergrößerten die Distanz zum restlichen Feld Runde um Runde. Dreitausend Meter vor dem Ziel konnte auch Wide nicht mehr folgen. Ritola zog als Erster den Spurt an, Nurmi folgte ihm ohne Mühe, forcierte auf der Zielgeraden seinerseits und wurde mit sechs Zehntelsekunden Vorsprung und olympischem Rekord Olympiasieger.
Paavo Nurmi gewann in diesem Rennen die neunte und letzte Goldmedaille seiner Karriere.
Im vierten olympischen Rennen über 10.000 Meter gab es den vierten finnischen Sieg.
Unter den ersten acht Läufern befanden sich außer dem Briten Arthur Muggridge nur Schweden und Finnen.

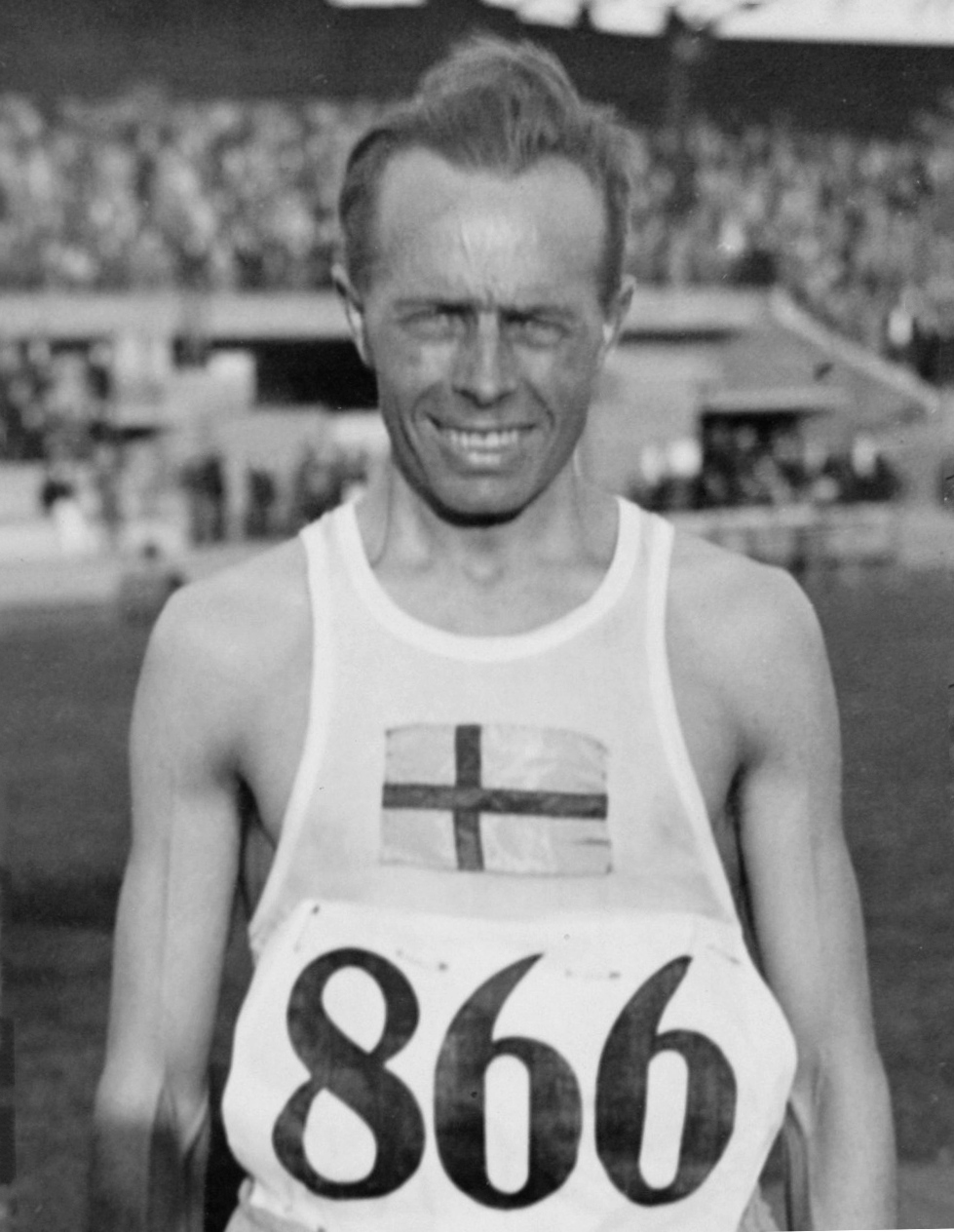
Bronzemedaillengewinner Edvin Wide
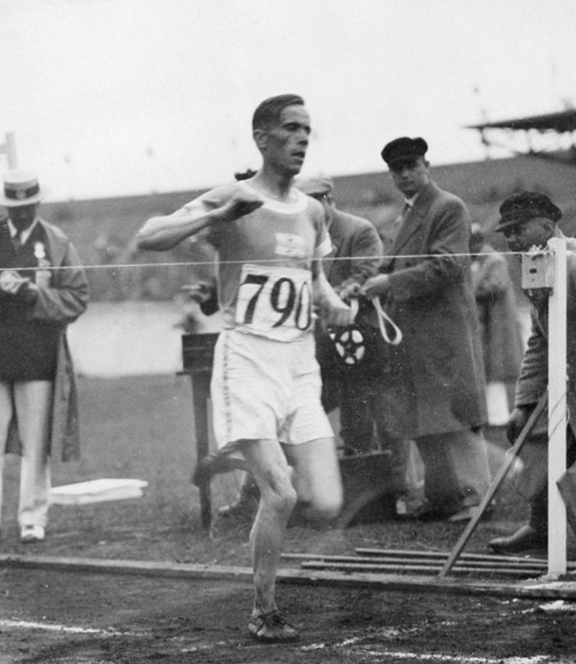
Toivo Loukola belegte Rang sieben
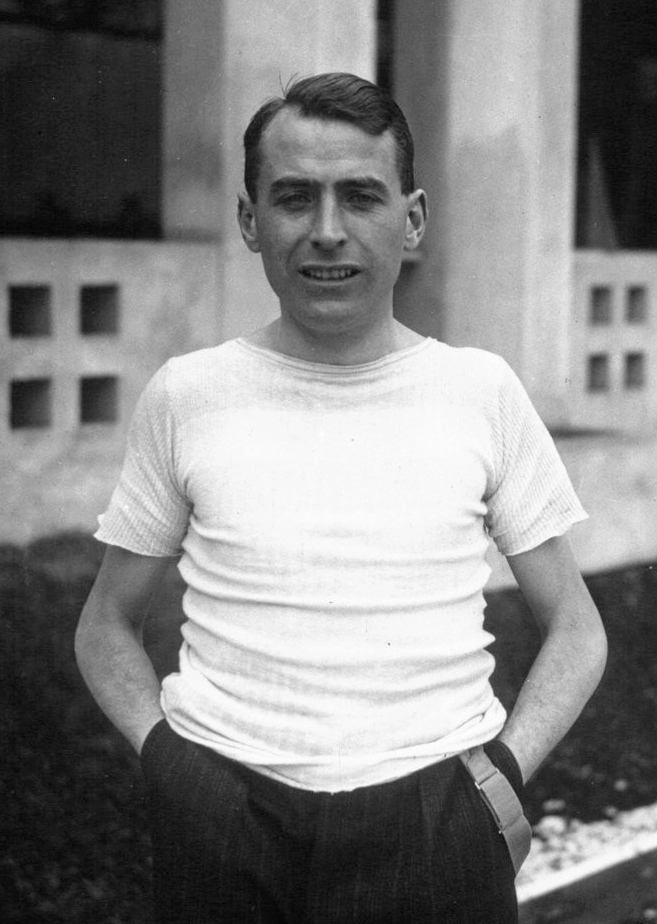
Robert Marchal kam auf den achten Platz

## Videolinks
- Amsterdam 1928 osa 2, Bereich 1:46 min bis 5:27 min veröffentlicht am 26. Mai 2009 auf youtube.com, abgerufen am 12. September 2017
- 928 Amsterdam Olympic Track and Field Highlights, youtube.com, Bereich: 0:46 min bis 1:17 min, abgerufen am 16. Juni 2021